# Sofia Jannok

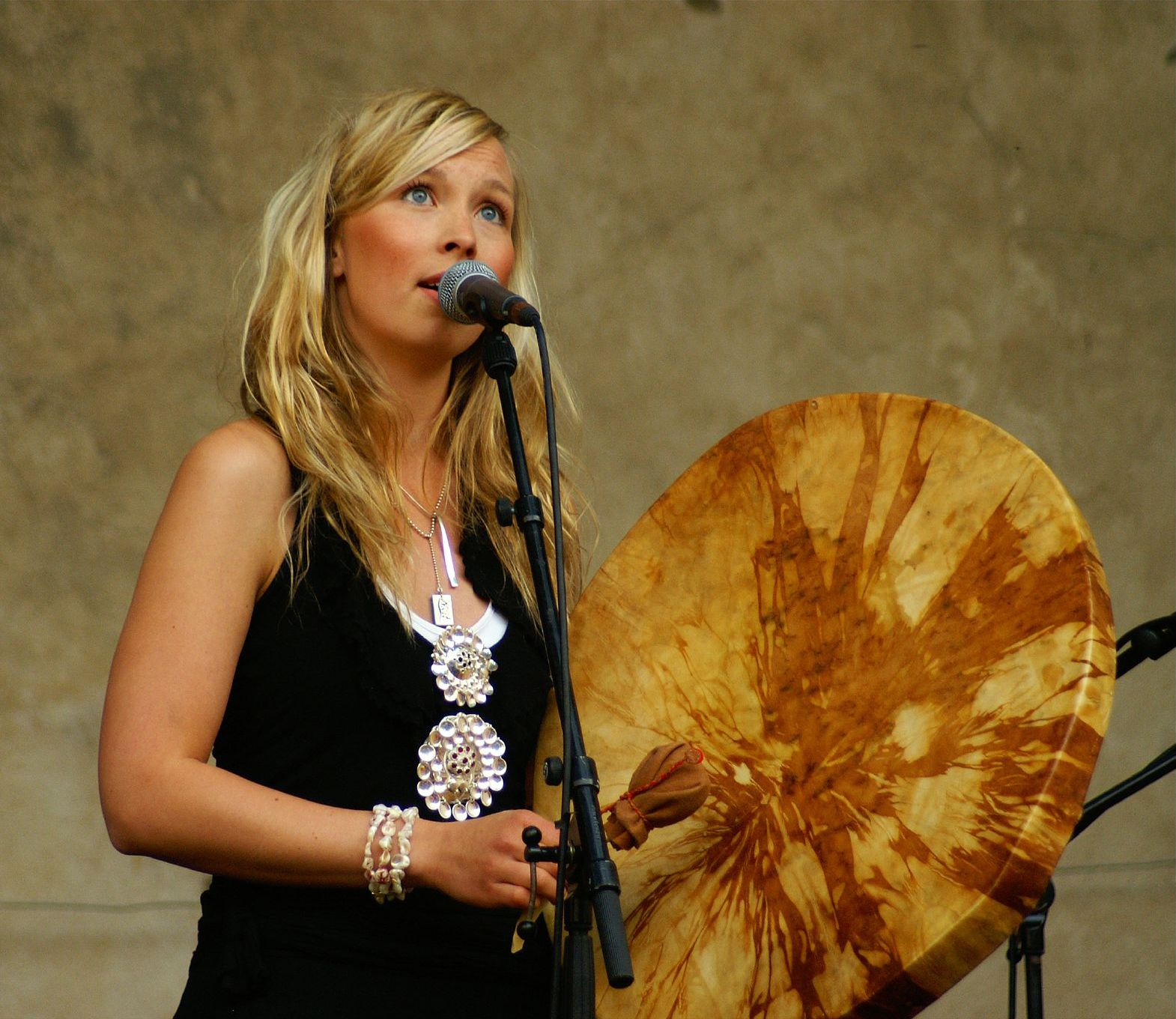
Sofia Jannok, Juni 2007

Brita Maret Sofia Jannok (* 15. September 1982 in Gällivare, Schweden) ist eine schwedisch-samische Sängerin und Texterin, Schauspielerin und Radiomoderatorin.

## Leben
Bevor Jannok als Solokünstlerin bekannt wurde, trat sie zusammen mit Anna Kärrstedt als Duo Sofia och Anna auf. 2001 gewann das Duo den Sámi Grand Prix mit dem Lied Meahci mánná. Im Jahr 2003 gewann Jannok mit ihrem Lied Liekkas (nordsamisch, dt. Wärme) den Sámi Grand Prix als Solokünstlerin.
Neben ihrer Arbeit mit Musik moderiert Jannok die Sendung Mailbmi – små folk stor musik beim schwedischen Radiosender Sveriges Radio P2 und im Fernsehen die samische Kindersendung Unna Junná (nordsamisch, dt. Kleine Junná).

## Preise und Auszeichnungen
- 2021 – Ehrendoktor, Luleå tekniska universitet[3]

## Stil
Jannok singt hauptsächlich auf Nordsamisch im Stile des Joiks, wobei sie auch auf Englisch und Schwedisch textet. Ihre Musik stellt eine Kombination aus samischer Folklore, Pop und Jazz dar und in mehreren ihre Texte drückt sie Engagement für die Rechte der samischen Urbevölkerung im Kampf und gegen die kultur- und naturzerstörerischen Interessen der Energiewirtschaft sowie Papier- und Montanindustrie.
Ihr Lied This is my Land erschien im Original und deutscher Übersetzung von Christine Schlosser in einer Lyrik-Anthologie.

## Diskografie

### Studioalben
- White/Čeaskat (2007)
- By the Embers/Áššogáttis (2009)
- Áhpi/Wide as oceans (2013)
- Orda/This Is My Land (2016)

### Kompilationen
- Ima ipmašat, Kinder-CD, DAT 2007
- Buoremus ájgge, children’s CD, Mandy Senger & Sara Aira Fjällström 2007
- Čalmmit, CD-Single, DAT 2000 (als Teil der Gruppe Sofia och Anna)
- TV-musik ur dokumentärserien Samerna, Scandinavian Songs 2000
- Soundtrack Great North, TVA International inc. 2000
- Dál juovlla čuovggaid cahkkehit, Sami Christmas CD 2000
- Sámi Grand Prix 2001, Rieban 2001
- Sámi Grand Prix 2003, Rieban 2003
- Liekkas clubmix, PR-single, Publishment 2004

## Film
- Midnight Sun